# Sopor Aeternus and The Ensemble of Shadows
Sopor Aeternus & the Ensemble of Shadows（ラテン語：sopor aeternus「永遠の眠り」、しばしばSopor AeternusまたはSoporと表記される）は、1989年にフランクフルトを拠点に、ペンネーム「アナ＝ヴァーニー・カントデア」を使うマルチなアーティストによって結成されたダークウェイヴ音楽プロジェクトである。 
Anna-Varneyの作品は、極めて個性的でメランコリックかつペシミスティックであり、様々な音楽的、映像的スタイルを駆使しており、カルト的な支持を集めている。